# Julio Caro Baroja

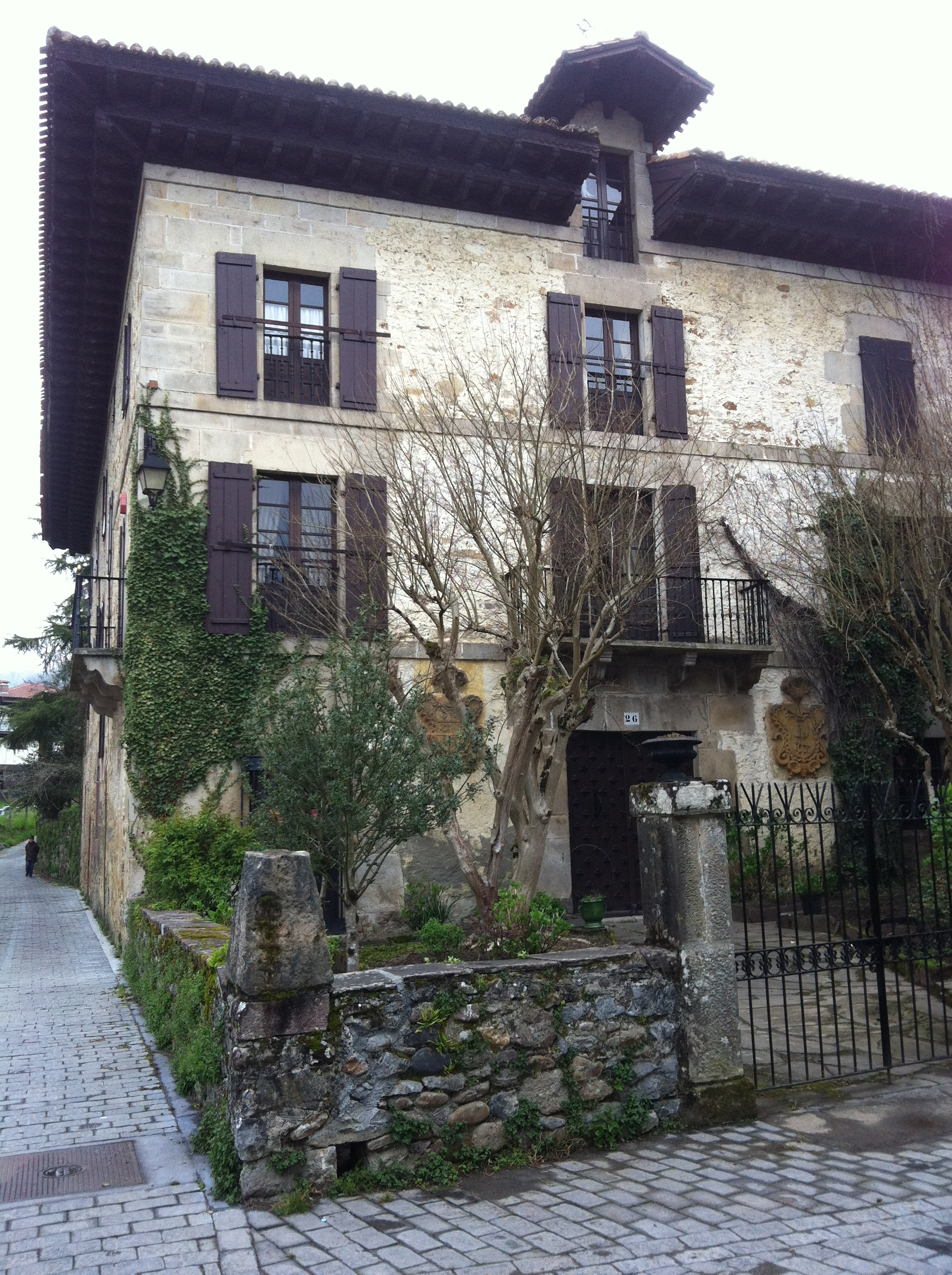
"Itzea", dom rodziny Baroja w Vera de Bidasoa

Julio Caro Baroja (ur. 13 listopada 1914 w Madrycie, zm. 18 sierpnia 1995 w Vera de Bidasoa) – hiszpański antropolog, historyk, lingwista, folklorysta i eseista, syn pisarki i etnolożki Carmen Baroja, siostrzeniec pisarza Pío Baroja oraz malarza i pisarza Ricardo Baroja.

## Życiorys
Był synem madryckiego wydawcy Rafaela Caro Raggio i Carmen Baroja, pisarki tworzącej pod pseudonimem Vera de Alzate. Jego młodszym bratem był reżyser filmów dokumentalnych, etnograf i pisarz Pío Caro Baroja.
Wczesne dzieciństwo spędził w miasteczku Bera (Vera de Bidasoa) w prowincji Nawarra u boku wuja Pío, mającego ogromny wpływ na rozwój jego zainteresowań. Do szkoły podstawowej i średniej uczęszczał w Madrycie w latach 1921-1931. Po jej ukończeniu, a jeszcze przed rozpoczęciem studiów zaczął współpracę z baskijskimi antropologami i etnologami Telesforo Arazandi i José Miguel de Barandarán prowadzącymi badania na terenie Kraju Basków. Studia na Uniwersytecie Madryckim przerwała wojna domowa, wskutek czego powrócił do swojej rodzinnej miejscowości, gdzie dokończył pracę dyplomową. W 1940 roku obronił doktorat z historii starożytnej. Tematem jego pracy doktorskiej były dawne religie w Hiszpanii. Przez kilka lat był wykładowcą historii starożytnej i dialektologii, a w latach 1944–1955 zajmował stanowisko dyrektora w Museo del Pueblo Español. W 1951 roku otrzymał stypendium od Wenner-Gren Foundation for Anthropological Research na prowadzenia badań etnologicznych w Stanach Zjednoczonych. Współpracował wówczas z Instytutem Smithsońskim w Waszyngtonie. W roku 1952 przebywał na Uniwersytecie Oksfordzkim. Po powrocie do Hiszpanii w tym samym roku, zaangażował się w pracę rządowej misji badającej hiszpańską Saharę, czym zajmował się aż do 1957. W latach 60. XX wieku wykładał na Uniwersytecie w Coimbrze, był dyrektorem studiów historii społecznej i ekonomicznej w L’École Pratique des Hautes Études w Paryżu. Prowadził zajęcia na uniwersytetach w Europie i USA, ale przede wszystkim zajmował się pracą badawczą.
Rozgłos przyniosła mu książka Las brujas y su mundo z 1961 roku, wydana jeszcze w tym samym roku w wersji angielskiej jako The World of the Witches. Do jego znanych książek należy również trylogia dotycząca roku obrzędowego w Hiszpanii: El Carnaval (1965), La estación de amor (1979) i El estío festivo (1984). W jego pracach dominuje tematyka baskijska widoczna w publikacjach: Materiales para una historia de la lengua vasca en su relación con la latina (1945), Los pueblos del norte de la Península Ibérica (1943), La vida rural en Vera del Bidasoa (1944), Los vascos. Etnología (1949), Vasconiana. De Historia y Etnología (1957) y Etnografía Histórica de Navarra (1971), Los Vascos y la Historia a través de Garibay (1972). Drugim tematem są prześladowane mniejszości religijne i etniczne: Estudios saharianos (1955), Los moriscos del Reino de Granada (1957), Razas, pueblos y linajes (1957), Las brujas y su mundo (1961), Vidas mágicas e Inquisición (1967), El señor inquisidor y otras vidas por oficio (1968), Inquisición, brujerías y criptojudaísmo (1970) y Los judíos en la España moderna y contemporánea (1961).
Tworzył również scenariusze do filmów dokumentalnych w reżyserii jego brata Pío Caro Baroja na temat zanikających zwyczajów na terenie Hiszpanii w ramach wspólnej firmy producenckiej Documentales Folklóricos de España.
Był członkiem Królewskiej Akademii Hiszpańskiej, Królewskiej Akademii Historycznej i Królewskiej Akademii Języka Baskijskiego. W 1983 roku otrzymał Nagrodę Księcia Asturii w kategorii nauk społecznych, a w 1989  – Międzynarodową Nagrodę Menéndez Pelayo.
Zmarł w wieku 80 lat w Vera de Bidasoa i tam został pochowany.